# Career Soldiers
Career Soldiers var ett streetpunk-band från San Diego som bildades 2002 och upplöstes i februari 2009. De släppte albumen Finding Freedom in Hopelessness och Loss of Words.

## Diskografi
- 2004 – Finding Freedom in Hopelessness (A.D.D. Records)
- 2007 – Loss of Words (Punk Core Records)